# رافاييل-جورج ليفي
رافاييل-جورج ليفي هو مصرفي واقتصادي وشاعر وسياسي فرنسي، ولد في 24 فبراير 1853 في باريس في فرنسا، وتوفي بنفس المكان في 8 ديسمبر 1933.

## مناصب
- انتخب رئيس [الإنجليزية]‏ أكاديمية العلوم الأخلاقية والسياسية الفرنسية (1926 – 1926).
- انتخب رئيس [الإنجليزية]‏ French Statistical Society [الإنجليزية]‏.
- انتخب رئيس [الإنجليزية]‏ Société d'économie politique [الإنجليزية]‏.
- انتخب رئيس Association des lauréats du concours général  [لغات أخرى]‏ (1928 – 1933).
- انتخب  (11 يناير 1920 – 8 يناير 1927).